# Mitsubishi G1M
Il Mitsubishi G1M, indicato inizialmente, in base alla convenzione di designazione "lunga", come Aereo da ricognizione sperimentale per la Marina 8-Shi (?) e poi come Aereo da attacco medio sperimentale basato a terra per la Marina 8-Shi (?) ancor prima di compiere il primo volo, fu un bombardiere a lungo raggio, bimotore, ad ala media basato a terra, sviluppato dall'azienda aeronautica giapponese Mitsubishi Jūkōgyō nei primi anni trenta e rimasto allo stadio di prototipo.
Il cambio di designazione ha creato delle confusioni nella bibliografia di settore che lo confonde con il biplano Mitsubishi 3MT5, altrimenti indicato sia come "Mitsubishi G1M" che "Bombardiere da attacco sperimentale per la Marina 7-Shi".

## Storia del progetto
Nel 1933 il Kaigun Kōkū Hombu, il dipartimento aeronautico della marina imperiale, emise una specifica, identificata come 8-Shi, relativa a un nuovo velivolo destinato al ruolo di ricognitore a lungo raggio in grado di individuare unità navali avversarie in avvicinamento ai territori controllati dal Giappone fino alle Filippine e Pearl Harbor. Tra le caratteristiche richieste vi erano un'autonomia pari a 7 200 km (circa 3 890 nmi) e una velocità massima raggiungibile di 220 km/h (circa 120 kt). Data l'estrema complessità di realizzazione di un velivolo che potesse soddisfare tali esigenze con la tecnologia allora a disposizione, venne valutata la possibilità di realizzare un aereo in grado di avere l'autonomia sufficiente per il solo volo di andata, con la possibilità da parte dell'equipaggio di abbandonare il mezzo aereo ed essere raccolto da un sottomarino in una posizione prestabilita.
A tale fine venne contattata la Mitsubishi, che identificò il modello con la designazione aziendale Ka-9. Nello sviluppo, i progettisti prestarono particolare attenzione all'aerodinamica, adottando una configurazione bimotore con velatura monoplana ad ala media dotata di flap. Questa integrava sul bordo d'attacco le due gondole dove erano collocati i motori Hiro Type 91 12 cilindri a W raffreddati a liquido che trasmettevano il moto a eliche bipala in legno a passo fisso. Nonostante la non elevata velocità del velivolo, al fine di contenerne il peso complessivo venne deciso di realizzarlo privo di armamenti.
Venne avviata la costruzione del prototipo, ufficialmente identificato come aereo da ricognizione sperimentale per la Marina 8-Shi, tuttavia nel mese di febbraio 1934, quando l'aereo era oramai quasi terminato, ci si arrese al fatto che non sarebbe stato comunque in grado di soddisfare le specifiche tecniche in termini di autonomia di volo. Di conseguenza il Kaigun Kōkū Hombu ritirò la specifica del ricognitore ordinando di trasformare il progetto originale in un velivolo multiruolo assegnandogli la nuova designazione aereo da attacco medio sperimentale basato a terra per la Marina 8-Shi. In questa nuova configurazione il modello venne equipaggiato con armamenti offensivi e difensivi, consistenti in due mitragliatrici calibro 7,7 mm, una nel naso e una nella parte posteriore della fusoliera e un carico bellico costituito da bombe da caduta agganciate alla parte ventrale.
Il prototipo si staccò da terra per la prima volta nell'aprile 1934, dimostrando nelle prove di volo che seguirono di possedere buone prestazioni, raggiungendo una velocità di 261 km/h (141 kt), notevolmente superiore ai requisiti delle specifiche tecniche. Le prove proseguirono fino al 1935, durante le quali vennero sostituite le eliche originali con altre quadripala, e in base alle convenzioni più recentemente adottate dalla marina, il modello assunse la designazione "corta" G1M1.
Benché le prestazioni complessive e le caratteristiche di volo risultassero per l'epoca eccellenti, il progetto era comunque gravato dalle caratteristiche tecniche legate alla destinazione d'uso originale. Il tronco finale della fusoliera, stretta ed affusolata per agevolare la penetrazione aerodinamica, risultava strutturalmente fragile per un utilizzo operativo convenzionale, inoltre il centro di massa del modello era stato spostato in avanti compromettendone in parte l'equilibrio e non era in grado di trasportare un carico bellico importante da giustificarne un utilizzo tatticamente vantaggioso. Al fine di trovare un miglioramento al progetto venne emessa una nuova specifica, la 9-Shi, verso la fine del 1934, alla quale i progettisti risposero avviando lo sviluppo del futuro Mitsubishi G3M.
Il velivolo venne lungamente testato per tutto il 1935 fino all'incidente che, seppur non tanto grave da non poterne tentare la riparazione, convinse il Kaigun Kōkū Hombu a radiare il velivolo.

## Utilizzatori
Giappone
- Dai-Nippon Teikoku Kaigun Kōkū Hombu

### Annotazioni
1. ↑  Il sistema delle designazioni navali giapponesi a partire dal 1931 costituì un sistema sperimentale, chiamato numeri Shi, basato sull'anno di regno dell'imperatore in cui era stata emessa la specifica.

### Fonti
1. ↑  Mikesh e Abe 1990, p. 172.